# عقبة بن الحجاج السلولی
عقبه بن الحجاج السلولی (انگلیسی: Uqba ibn al-Hajjaj) شانزدهمین (۷۳۴-۷۴۰) والی اموی اندلس بوده است.
جنگ ناربون در زمان حکومت وی میان مسلمانان اندلس و فرانک‌ها به رهبری شارل مارتل رخ داد که با پیروزی مسلمانان همراه بود.